# Pie de Concha
Pie de Concha es una localidad del municipio de Bárcena de Pie de Concha (Cantabria, España). En el año 2024 contaba con una población de 103 habitantes (INE). Esta localidad está situada a 320 metros de altitud sobre el nivel del mar, y a un kilómetro de la capital municipal, Bárcena de Pie de Concha.

## Patrimonio

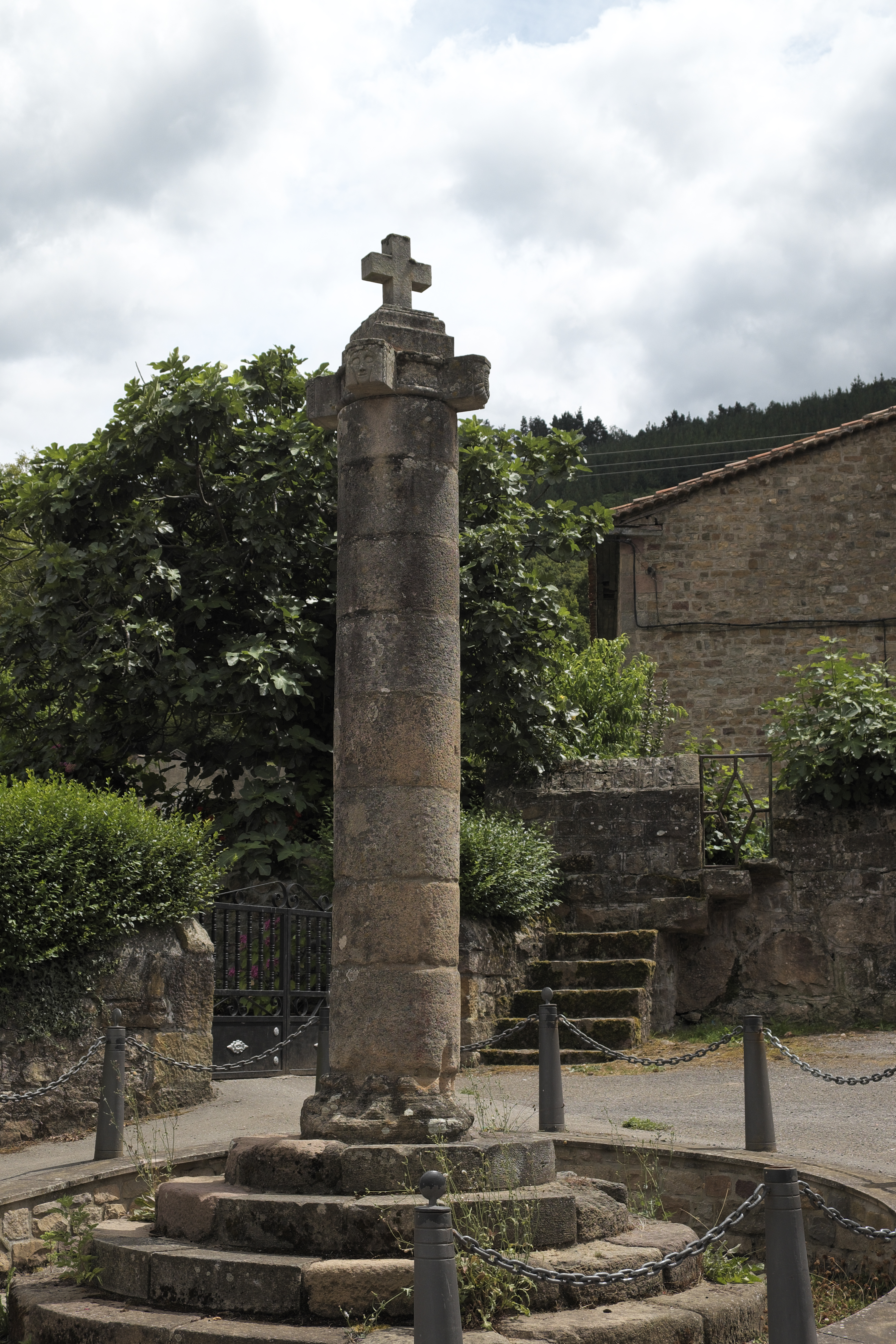
Vista del rollo.

En el barrio de La Picota de esta localidad se encuentra un rollo declarado Bien de Interés Cultural. Además, a este pueblo llega la calzada romana de Bárcena de Pie de Concha.
La ermita de Nuestra Señora de la Consolación de Pie de Concha es un edificio del siglo XVII. Posee en su interior una virgen abridera del siglo XVI.